# ماركوس يارويد
ماركوس يارويد (ولد في 7 أكتوبر، 1975 في سانتو دومينغو) هو مغني ومؤلف موسيقي دومينيكي للموسيقى المسيحية. وهو عضو سابق في المجموعة الموسيقية المسيحية (سماء ثالثة- Tercer Cielo).  وهو ابن ديونيسو ميخيا، المعروف باسم «غاندوليتو» ( لعيونه الخضراء)، ملحن ومغني دومينيكي ميرينغي.

## المهنة
في عام 2000، شكّل ماركوس يارويد مع خوان كارلوس رودريغز الثنائي الموسيقي سماء ثالثة حيث اكتسب خبرة في العمل عل الطرق على الطبلة، (هي وهو - Ella y el)، عندما يغادر الحب الأول، لا ينساك الله، في يوم من الأيامK الآن لدي المزيد، اليوم أسمح لك أن تكره، من بين أمور أخرى. بعد ثلاثة ألبومات كعضو في الجنة الثالثة حيث حصل على أقراص ذهبية مزدوجة، وترشيحات متعددة للعديد من الجوائز الموسيقية وشارك في جولات بيعت في الكثير من أمريكا اللاتينية، قرر ماركوس يارويد متابعة مهنة واحدة فقط.
ماركوس يارويد يجعل ظهوره المنفرد لأول مرة في عام 2006 مع الألبوم(سماء مفتوحة- Cielos Abiertos)، الذي يظهر فيه "Todo se lo debo a él". كانت الأغنية ناجحة معتدلة في مجتمع أمريكا اللاتينية في الولايات المتحدة وفي أجزاء من أمريكا الوسطى والجنوبية. تم إطلاق ألبومه الثاني Mi Mejor Alabanza في عام 2009 مع أغاني "Mi mejor alabanza" و "Estoy de pie" وغيرها. في عام 2010، أصدر يارويد ألبومه الثالث بعنوان "Del Cielo a la Tierra" ، والذي تم فيه إصدار الأغنيات الفردية "Mi trabajo es creer" و "Que se abran los cielos" و "Como nunca imaginé". بعد عامين في عام 2012، أطلق يارويد ألبوم "Todavía Hay Esperanza" مع اثنين من أغانى الرسوم البيانية على الراديو: "Por una como ella" و "Bendice tu pueblo".

## الألبومات
- السماوات المفتوحة - 2006
- أفضل إشادة- 2009
- من السماء إلى الأرض - 2010
- لا يزال هاي اسبيرانزا - 2012
- 15 عامًا لاحقًا - 2014
- الحياة هي - 2017

## التعاون
عمل ماركوس يوارايد جنبًا إلى جنب مع العديد من الفنانين العالميين بما في ذلك ديفين، وكولتورا بروفيتكا، وأنجل خريز، وأبراهام فيلاسكيز وغيرهم.

## روابط خارجية
- ماركوس يارويد على موقع ميوزك برينز (الإنجليزية)
- ماركوس يارويد على موقع أول ميوزيك (الإنجليزية)